# Severní region (Moldavsko)
Severní rozvojový region (rumunsky Regiunea de Dezvoltare Nord, zkratka RDN) je rozvojový region v Moldavsku, jehož součástí je municipalita Bălți a 11 rajónů: Briceni, Edineț, Dondușeni, Drochia, Fălești, Florești, Glodeni, Ocnița, Rîșcani, Sîngerei a Soroca – s rozlohou 10 014 km²[rozpor], což představuje okolo 32,9 % celkové rozlohy Moldavska. Počet obyvatel v regionu dosahuje[kdy?] přibližně 1 025 000 (28,6 % populace státu). Urbanizovaná populace (357 tisíc obyvatel) představuje přibližně 34,8 % celkového počtu obyvatel regionu. Zároveň se zde nachází 571 sídel: 20 měst a 551 vesnic – z celkového počtu 1 679 sídel v Moldavsku.
Severní region má po Kišiněvské municipalitě nejvyšší podíl investic do fixního kapitálu a maloobchodního prodeje. To je z velké části zásluhou města Bălți.

## Geografie
Severní rozvojový region sousedí na severu a východě s Ukrajinou, na západě s Rumunskem, na jihovýchodě s Podněsterským rozvojovým regionem a na jihu se Středním rozvojovým regionem. Topografie Severního rozvojového regionu je z velké části tvořena Severomoldavskou rovinou, Severomoldavskou plošinou, náhorní plošinou Ciuluc-Soloneț a Dněsterskou plošinou. Nejvyšší nadmořské výšky se nachází na místech jako jsou Lipnic (259 m), Vâsoca (348 m) a Băxani (349 m) v severovýchodní části. Do hydrologické sítě patří Nistru a Prut, ostatní řeky nemají hospodářský význam.

## Demografie

### Počet obyvatel
| 2011        | 2012        | 2013      |
| ----------- | ----------- | --------- |
| ▼ 1 006 622 | ▼ 1 002 555 | ▼ 999 216 |

### Populační statistiky
Hlavní demografické indikátory, 2013:
- Porodnost: ▼ 10 365 (10,1 na 1 000 obyvatel)
- Úmrtnost:  13 114 (12,9 na 1 000 obyvatel)
- Přirozený přírůstek: -2 749

### Etnické složení
| Etnikum                                 | Populace (2004) | Procento populace |
| --------------------------------------- | --------------- | ----------------- |
| Deklarovaní MoldavanéDeklarovaní Rumuni | 732 1457 982    | 75,53 %0,82 %     |
| Ukrajinci                               | 158 356         | 16,33 %           |
| Rusové                                  | 53 894          | 5,56 %            |
| Romové                                  | 7 417           | 0,76 %            |
| Poláci                                  | 1 296           | 0,13 %            |
| Gagauzové                               | 831             | 0,08 %            |
| Bulhaři                                 | 808             | 0,08 %            |
| Židé                                    | 674             | 0,07 %            |
| Ostatní                                 | 5 896           | 0,01 %            |
| Celkem                                  | 969 299         | 100 %             |